# Selenidera nattereri
Selenidera nattereri е вид птица от семейство Туканови (Ramphastidae).

## Разпространение
Видът е разпространен в Бразилия, Венецуела, Гвиана, Колумбия и Френска Гвиана.